# Swyer-Syndrom
Das Swyer-Syndrom ist eine durch Mutation im Y-Chromosom hervorgerufene reine Form der Gonadendysgenesie, 46, XY-Typ, einer Keimdrüsen-Fehlbildung, die wegen der Unfruchtbarkeit der Betroffenen nicht vererbt werden kann. Hauptkennzeichen sind  („männliche“) XY-Chromosomen, aber „weibliche“ Genitalien (Vagina, Uterus, Eileiter) und eine ausbleibende Pubertät.
Die Mutation tritt während der Spermatogenese des Vaters oder in der befruchteten Eizelle auf. Die Betroffenen erscheinen rein äußerlich mit „weiblichen“ Geschlechtsmerkmalen, entwickeln sich zu normaler Größe und zeigen keine Missbildungen. Unter der Pubertät setzt bei ihnen aber keine weitere Entwicklung der Geschlechtsmerkmale, keine Regelblutung (primäre Amenorrhoe) und auch keine Vermännlichung ein. Bei einer Untersuchung der Chromosomen findet sich entgegen der Erwartungen aufgrund der Genitalien ein männlicher (46,XY) Chromosomensatz (Karyotyp). Schwanger werden können Menschen mit Swyer-Syndrom im Normalfall nur über eine Eizellenspende.
Synonyme sind: Swyer-Phänotyp; 46,XY reine Gonadendysgenesie; 46,XY-CGD
Die Namensbezeichnung bezieht sich auf eine Erstbeschreibung aus dem Jahre 1955 durch den britischen Endokrinologen Gerald J. M. Swyer.

## Vorkommen
Die Häufigkeit wird auf 1 zu 80.000 geschätzt.

## Ursache
Die Ursache ist nicht vollständig bekannt, es liegt eine Unterbrechung der genetischen Signalketten mit Fehlen der Testesentwicklung zugrunde.

## Einteilung
Je nach nachgewiesener Mutation kann folgende Einteilung erfolgen:
- Typ 1, COMPLETE, SRY-RELATED, mit Mutation im SRY-Gen im Y-Chromosom an Genort p11.2[3]
- Typ 2 mit einer partiellen Duplikation einschließlich des NR0B1-Gens im X-Chromosom an Genort p21.2[4]
- Typ 3, COMPLETE OR PARTIAL, WITH OR WITHOUT ADRENAL FAILURE, mit Mutationen im NR5A1-Gen im Chromosom 9 an Genort q33.3[5]
- Typ 4, COMPLETE OR PARTIAL, WITH 9p24.3 DELETION, mit Deletionen im Chromosom 9 an Genort p24.3[6]
- Typ 5, COMPLETE, CBX2-RELATED, mit Mutationen im CBX2-Gen im Chromosom 17 an Genort q25.3[7]
- Typ 6 mit Mutationen im MAP3K1-Gen im Chromosom 5 an Genort q11.2[8]
- Typ 7, COMPLETE OR PARTIAL, DHH-RELATED, mit Mutationen im DHH-Gen im Chromosom 12 an Genort q13.12[9]
- Typ 10, autosomal-dominant, mit Mutationen im Chromosom 17 an Genort q24[10]

Zusätzlich wurden Umweltfaktoren (mütterliche Progesteron-Einnahme während der Schwangerschaft) und gestörtes pränatales Wachstum mit dem Syndrom in Verbindung gebracht.

## Klinische Erscheinungen
Ein Mensch mit Swyer-Syndrom entwickelt sich als Embryo im Mutterleib zunächst vollkommen normal. Erst in der 7./8. Embryonalwoche tritt eine Veränderung ein. Auf Grund eines genetischen Defekts, der meist auf dem SRY-Gen liegt, können keine hormonaktiven Keimdrüsen (Hoden) entwickelt werden, so dass die Entwicklung der männlichen Geschlechtsmerkmale nicht möglich ist. Es kommt also das „Basisprogramm“ der Entwicklung weiblicher Geschlechtsmerkmale zum Zug. Der weitere Weg verläuft so, als würde es sich bei dem Embryo um ein weibliches Individuum handeln.
Es kommt zur Ausbildung von Klitoris, Schamlippen, Vagina und Gebärmutter. Die Gonadenanlagen werden jedoch nicht zu Eierstöcken ausgebildet. Stattdessen befinden sich an deren Stelle sogenannte Streak-Gonaden (= bindegewebige Stränge).
Nach der Geburt entwickelt sich das Kind zunächst ganz normal und ist in der körperlichen geschlechtlichen Entwicklung völlig unauffällig.
Erst im Pubertätsalter kommt es auf Grund der nichtentwickelten Gonaden und fehlenden Hormone zu folgenden Auswirkungen:
- Es beginnt keine Pubertätsentwicklung. Dieses wird meist mit der primären Amenorrhoe (Ausbleiben der Regelblutung) diagnostiziert, da die Menschen bis zur Diagnose als weiblich angesehen werden. Die sekundäre Geschlechtsentwicklung bleibt aus. Die äußeren Geschlechtsorgane bleiben kindlich (genitaler Infantilismus)
- Des Weiteren kann Normal- bzw. Hochwuchs bei eunuchoiden Körperproportionen auftreten.
- Durch das Fehlen der Geschlechtshormone kommt es zur Osteoporoseneigung.
- Es besteht die Gefahr der Entwicklung von gut- und bösartigen Gonadentumoren (Dysgerminom oder Gonadoblastom) bereits ab dem 1. Lebensjahrzehnt (nach manchen Angaben bis 30 % Risiko), weshalb früher empfohlen wurde, beide Gonaden bereits frühzeitig zu entfernen. Diese Praxis ist nicht durch Einzelstudien zum Swyer-Syndrom belegt und eine Entfernung der Gonaden wird derzeit nicht mehr pauschal empfohlen.

## Diagnose
Die Diagnose ergibt sich aus der Klinik (normale Anlage von Eileitern, Gebärmutter und Scheide) zusammen mit dem Nachweis des hypergonadotropen Hypogonadismus bei fehlendem Anti-Müller-Hormon und des Karyogrammes.

## Behandlung
Teil der Behandlung ist die Beobachtung der Stranggonaden, eventuell mit Fixierung der Stranggonaden zur besseren Beobachtung, da sie unter Umständen ein Risiko für maligne Entartung bergen. Studien hierzu liegen nicht vor. Mögliche assoziierte Gesundheitsprobleme (z. B. Niereninsuffizienz beim Frasier-Syndrom oder assoziierte Fehlbildungen) müssen je nach genetischer Diagnose behandelt werden. Zum Zeitpunkt der Pubertät wird Hormon-Substitution empfohlen. Dazu soll den Patienten und ihren Familien auch psychologische Hilfe angeboten werden. Die Infertilität ist ein wichtiges Thema bei der Behandlung. Durch Eizellspende sind jedoch Schwangerschaften möglich.
Durch eine Hormonsubstitution (meist Kombi-Produkte mit Estradiol und Norethisteronacetat, aber auch Testosteron) kann die körperliche Entwicklung aktiviert und je nach Medikament ein weiblicher Zyklus oder eine Vermännlichung eingeleitet werden, wobei die Unfruchtbarkeit wegen der fehlenden bzw. nichtentwickelten Keimdrüsen bestehen bleibt. Sekundäre Geschlechtsmerkmale (z. B. weibliche Brust) bilden sich unter Östrogengabe aus. Das Risiko der Osteoporose wird mit jeder Hormongabe verringert, da die Aromatase bei Personen mit Swyer-Syndrom funktional ist.

## Prognose
Swyer-Betroffene können ein ganz normales Leben führen. Die Lebenserwartung ist nicht verringert. Auf Grund der oben genannten Problematik sollte jedoch ab der Pubertät eine lebenslange Einnahme von Hormonen erfolgen.
Auf Grund der fehlenden bzw. nichtentwickelten Keimdrüsen ist es Swyer-Betroffenen nicht möglich, mit eigenen Eizellen schwanger zu werden und leibliche Kinder zu haben. Die Gebärmutter macht es jedoch möglich, ein Kind nach einer Eizellspende auszutragen. Es ist zumindest ein Fall bekannt, in dem von selbst Schwangerschaften möglich waren.
Bei entsprechender Behandlung kann das Risiko für ein Malignom niedrig gehalten werden.

## Differentialdiagnose
Abzugrenzen sind andere Formen der Gonadendysgenesie wie die Gonadendysgenesie, 46, XX-Typ, das Frasier-Syndrom oder die Kampomele Dysplasie.